# Stenelmis kuntzeni
Stenelmis kuntzeni là một loài bọ cánh cứng trong họ Elmidae. Loài này được Bollow miêu tả khoa học năm 1941.